# Morszyn
Morszyn (ukr. Моршин) – miasto na Ukrainie w obwodzie lwowskim.
Znajduje tu się stacja kolejowa Morszyn, położona na linii Stryj – Iwano-Frankiwsk.

## Historia
W 1876 r. Morszyn zakupił od Franciszka Jana Smolki przedsiębiorca i radny lwowski Bonifacy Jan Stiller, który po zbadaniu tutejszych wód zaczął jako pierwszy wykorzystywać ich właściwości lecznicze. Po jego śmierci w 1884 r. zgodnie z testamentem miejscowość przejęło na potrzeby „wdów i sierot zmarłych lekarzy” Galicyjskie Towarzystwo Lekarskie.
W 1924 r. Morszyn został uznany za uzdrowisko posiadające charakter użyteczności publicznej. Morszyn jest kurortem. Znajdują się tam liczne sanatoria, m.in. sanatorium zdrowia matki i dziecka. W miasteczku są dwa jeziora (jedno leśne, które utworzyło się w sposób naturalny, drugie stworzone sztucznie).
Morszyn posiada złoża wód mineralnych, wydobywana w nim woda „Morszanka” była popularna w całej II Rzeczypospolitej. „Morszyn-Zdrój” reklamował się wówczas jako „Najsilnielszy zdrój wód gorżkich”.
Za II Rzeczypospolitej do 1934 samodzielna gmina jednostkowa. Następnie należała do zbiorowej wiejskiej gminy Morszyn w powiecie stryjskim w woj. stanisławowskiem, której była siedzibą. W 1944 r., już po wkroczeniu Rosjan, nacjonaliści ukraińscy z OUN – UPA zamordowali 11 Polaków.
Po wojnie wieś w wyniku zmiany granic została przyłączona do Ukraińskiej SRR.
W 1989 liczyło 9158 mieszkańców.
Miasto liczy 5562.

## Kościół
W okresie międzywojennym wierni rzymskokatoliccy z Morszyna należeli do parafii Bolechowie. W 1930 r. franciszkanie konwentualni przejęli rektorstwo nowo wzniesionego kościoła. W 2016 r. na miejscu kościoła, który został zniszczony po wojnie przez władze radzieckie, został wzniesiony nowy kościół pw. św. Józefa. Obsługują go księża diecezjalni ze Stryja.

## Związani z Morszynem
- Roman Aftanazy – ur. w Morszynie polski historyk sztuki, autor monumentalnego dzieła Dzieje rezydencji na dawnych kresach RP
- Wawrzyniec Dayczak – polski działacz społeczny, architekt, projektant sanatorium Towarzystwa Lekarskiego w Morszynie (1930)[13].
- Aleksander Goldschmied – dr, w 1939 lekarz w uzdrowisku
- Nusia Klimczak – polska Sprawiedliwa wśród Narodów Świata, uratowała w Morszynie Żydówkę Szoszanę Dawidman[14]
- Hilary Kossak – płk dypl. dr, przed 1939 r. dyrektor zarządu zdrojowego w Morszynie[15][16]
- Zofia Nałkowska – polska pisarka, kuracjuszka w Morsztynie[17]
- Jan Poratyński – dr, inwestował w morszyńskie uzdrowisko[18]

## Miasta partnerskie
- Gmina Horyniec-Zdrój[19]